# Efectul Peltier
Efectul Peltier constă în degajarea sau absorbția de căldură la joncțiunea dintre doi conductori diferiți (metal sau semiconductor), când prin aceasta circulă un curent electric.